# Acro Sport II
L'Acro Sport 2, ou Super Acro Sport, est un biplan de voltige conçu pour les constructeurs amateurs.
C'est la version biplace de l’Acro Sport I certifié pour la voltige avec un moteur Lycoming O-320, O-360 ou O-346. L'Acro Sport II est commercialisé sur plans uniquement par Acro Sport Inc (104,50 U$ en 2007), 91 exemplaires ayant été achevés dans le monde au 23 mai 1997.